# 13115 Jeangodin
13115 Jeangodin este un asteroid din centura principală de asteroizi.

## Descriere
13115 Jeangodin este un asteroid din centura principală de asteroizi. A fost descoperit pe 17 septembrie 1993 la Observatorul La Silla de Eric Walter Elst. Asteroidul prezintă o orbită caracterizată de o semiaxă mare de 2,64 ua, o excentricitate de 0,09 și o înclinație de 0,4° în raport cu ecliptica.